# 小普拉武廷

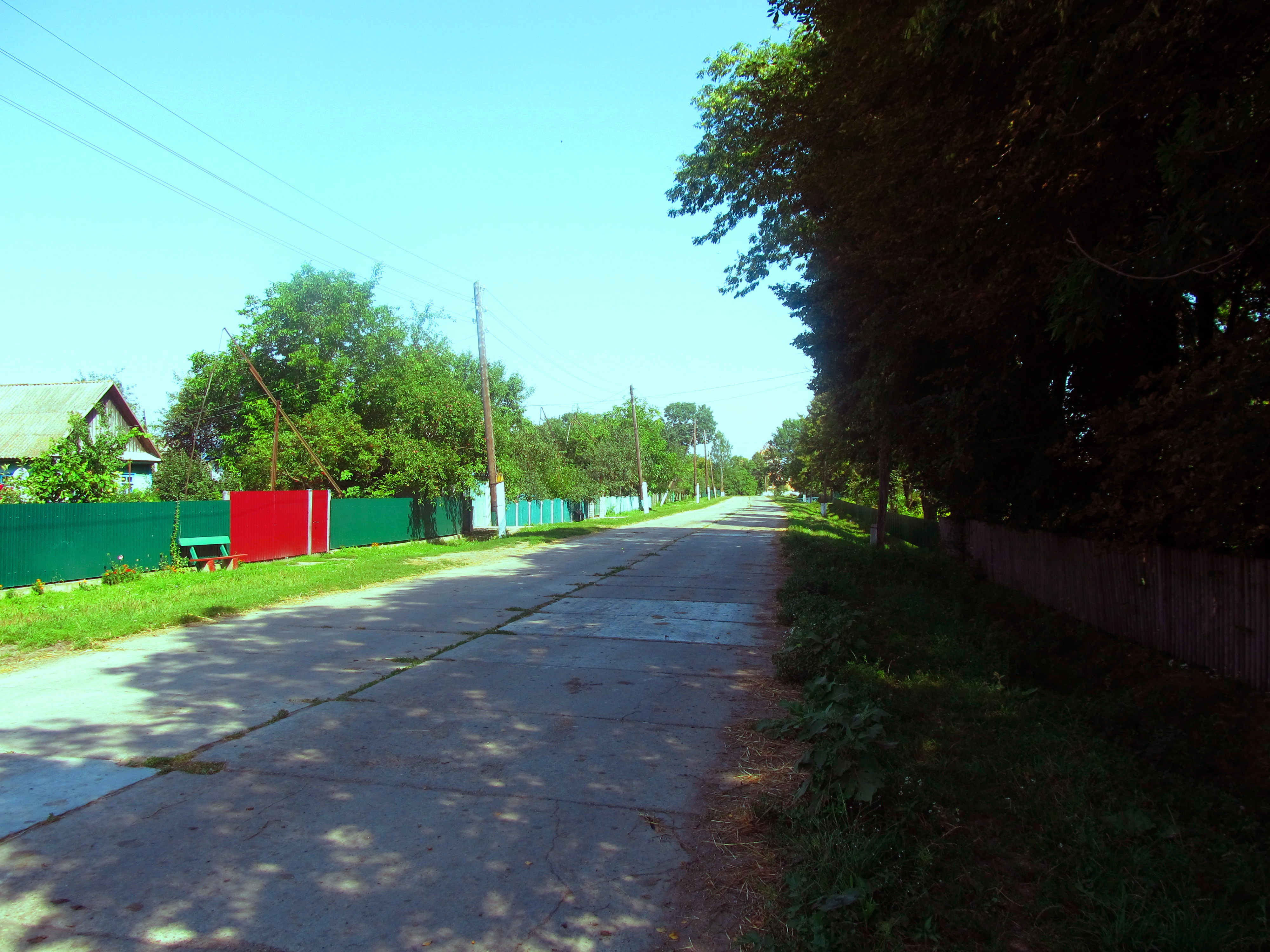

50°27′25″N 27°13′26″E / 50.45694°N 27.22389°E
小普拉武廷（羅馬化：Pravutyn）是位於烏克蘭西部赫梅利尼茨基州舍佩蒂夫卡區的村莊，始建於1590年，面積1.9平方公里，海拔高度231米，人口488，人口密度每平方公里327.9人。